# 台新票券
台新票券金融公司，簡稱台新票券，為過去曾經存在於台灣的票券公司，為台新金控的子公司，已於2011年併入同為台新金控的台新銀行。

## 沿革
台新票券於1997年由台新銀行發起成立，最初資本額新台幣40億元，主要股東包括台新銀行、長榮集團、東元集團、台灣石化、老爺大酒店、味王、全球建設、立益紡織、萬源紡織、美吾髮、東南水泥、萬達汽車、國巨電子、英業達。1998年3月5日，台新票券開始營業。
2002年台灣開放成立金融控股公司時，台新票劵即與台新銀行、台証綜合證券、大安銀行共同籌組台新金控，並於2002年12月31日以股份轉換方式成為台新金控子公司。
2006年起，由於台灣票券業務獲利開始減少，各金控公司先後將旗下票券公司併入銀行，台新票券最終於2010年12月併入台新銀行。